# Observatorio de Igualdad de RTVE
El Observatorio de Igualdad de la Corporación RTVE es un organismo de Radio Televisión Española que vela por el cumplimiento de los compromisos en materia de igualdad entre mujeres y hombres. Se creó oficialmente el 31 de enero de 2018 como mandato para la radiotelevisión pública desde el Congreso de Diputados en el marco del Pacto de Estado contra la Violencia de Género de 2017. Su creación fue la primera medida del Pacto de Estado contra Violencia de Género que se puso en marcha. En el pacto de estado también se instó a RTVE a incluir formación especializada en “comunicación y género” con especial incidencia en el tratamiento relacionado con la violencia hacia las mujeres.  La tercera medida Pacto de Estado, pide "incorporar criterios relacionados con la igualdad y la prevención de la violencia de género en la selección, por el comité de cine de RTVE, de los proyectos cinematográficos financiados".
Desde enero de 2025 el Observatorio está presidido por Mercedes de Pablos. La Jefa de Unidad del Observatorio es Beatriz Aparicio, quien se encarga de la gestión y actividad diaria de este órgano. En 2025 las editoras de Igualdad son Carolina Pecharromán (Servicios Informativos de TVE) y Lola Martínez Rojo (RNE).

## Antecedentes
En noviembre de 2002 el Instituto RTVE publica el primer informe sobre el tratamiento informativo de los medios de comunicación a la violencia de género que contiene un "Manual de Urgencia" sobre este tratamiento.  Dos años después, en 2004 la Ley Integral contra la violencia de género en su artículo 14 establece en relación con los medios de comunicación

Los medios de comunicación fomentarán la protección y fomentarán la protección y salvaguarda de la igualdad entre hombre y mujer, evitando toda discriminación entre ellos. 

La difusión de informaciones relativas a la violencia sobre la mujer garantizará, con la correspondiente objetividad informativa, la defensa de los derechos humanos, la libertad y dignidad de las mujeres víctimas de violencia y de sus hijos. En particular, se tendrá especial cuidado en el tratamiento gráfico de las informaciones.

La Ley para la igualdad efectiva de mujeres y hombres en 2007 en su artículo 36 establece que

Los medios de comunicación social de titularidad pública velarán por la transmisión de una imagen igualitaria, plural y no estereotipada de mujeres y hombres en la sociedad, y promoverán el conocimiento y la difusión del principio de igualdad entre mujeres y hombres.

El artículo 37 de la misma ley orgánica establece específicamente para la Corporacón RTVE

1. La Corporación RTVE, en el ejercicio de su función de servicio público, perseguirá en su programación los siguientes objetivos: 

a) Reflejar adecuadamente la presencia de las mujeres en los diversos ámbitos de la vida social. 

b) Utilizar el lenguaje en forma no sexista. 

c) Adoptar, mediante la autorregulación, códigos de conducta tendentes a transmitir el contenido del principio de igualdad. 

d) Colaborar con las campañas institucionales dirigidas a fomentar la igualdad entre mujeres y hombres y a erradicar la violencia de género. 

2. La Corporación RTVE promoverá la incorporación de las mujeres a puestos de responsabilidad directiva y profesional. Asimismo, fomentará la relación con asociaciones y grupos de mujeres para identificar sus necesidades e intereses en el ámbito de la comunicación.

En 2012 RTVE aprobó el primer Plan de Igualdad de la Corporación RTVE estableciendo las primeras medidas para cumplir con el mandato legal en materia de igualdad entre mujeres y hombres.
En 2017 el sindicato UGT en RTVE reclamó la creación de un Observatorio de Igualdad en la Corporación RTVE para realizar el seguimiento de contenidos en materia de igualdad en RTVE y proponer medidas para avanzar en la igualdad de contenidos entre mujeres y hombres.
El 28 de septiembre de 2017 se acordó en el Congreso un plan con 213 medidas en el marco de un Pacto de Estado contra la Violencia de Género. Entre estas medidas estaba la creación del Observatorio de Igualdad de la CRTVE convirtiéndose en la primera medida puesta en marcha. 
El 28 de enero de 2018 la CRTVE se convirtió en el primer medio de comunicación que en adherirse al Pacto de Estado en Materia de Violencia de Género con la firma de un compromiso entre la ministra de Sanidad, Servicios Sociales e igualdad Dolors Montserrat y el presidente de RTVE José Antonio Sánchez comprometiéndose en cumplir su protocolo de actuación informativa.
El Consejo de Administración de RTVE aprobó la creación del 31 de enero de 2018 presidido por la periodista y miembro del Consejo de Administración Marisa Ciriza. La primera reunión del Observatorio se celebró el 22 de marzo de 2018.
En febrero de 2018 se celebró la Jornada de Igualdad en las radiotelevisiones públicas convocada por la Mesa de Igualdad del Congreso de Diputados y UGT-RTVE en las que se destaca la creación del Observatorio y se plantea una hoja de ruta para RTVE y la responsabilidad especialmente de los medios de comunicación públicos para fomentar la igualdad y luchar contra el sexismo.
En marzo de 2022 durante la presidencia de José Manuel Pérez Tornero se suscribió el II Plan de Igualdad de RTVE entre mujeres y hombres (2022-2026) en el que se incluyen medidas no sólo en materia de Recursos Humanos (eliminar la brecha salarial de género, más mujeres en puestos de dirección, etc.) sino que incorpora compromisos en materia de igualdad en relación con los contenidos que se producen y se emiten, planteando medidas específicas para el Observatorio de Igualdad.

## Otros mecanismos de igualdad en RTVE
En octubre de 2018 durante el mandato de Rosa María Mateo como administradora única se creó en RTVE las figuras de editoras de igualdad de TVE y RNE con Alicia Gómez Montano y Paloma Zamorano.  Tras la muerte de Gómez Montano en 2020 asumió la edición de igualdad Carolina Pecharromán.   
En agosto de 2022 durante la presidencia de José Manuel Pérez Tornero se creó la figura de Delegada de Igualdad, Inclusión y Diversidad en la Secretaría General de RTVE para apoyar las políticas de igualdad y diversidad en la CRTVE siendo designada la periodista Montserrat Boix sumándose también al equipo de editoras de igualdad.

## Estructura y composición
El Observatorio está presidido por un miembro del Consejo de Administración de la CRTVE y tiene una representación paritaria de miembros de la dirección (contenidos, comunicación y relaciones institucionales, RRHH, Defensoría de la Audiencia), sindicatos mayoritarios a partir de la representación en el Comité Intercentros (UGT, CCOO y Sindicato Independiente) y sociedad civil estando formado por 18 miembros más la presidencia. Desde su creación las organizaciones de la sociedad civil que forman parte del mismo son: CIMA, Asociación Mujeres y Familias del Medio Rural (AFAMER), Federación Española de Mujeres Directivas, Ejecutivas, Profesionales y Empresarias (FEDEPE), Fundación Mujeres y la Federación de Mujeres Progresistas y la Confederación Nacional de Mujeres en Igualdad.

## Guía de Igualdad RTVE
En diciembre de 2020 el Observatorio de Igualdad aprobó la Guía de Igualdad de la Corporación RTVE para la incorporación práctica de la perspectiva de género y el lenguaje no sexista en el trabajo diario. La guía ha sido editada por el Instituto RTVE en las lenguas cooficiales (catalán, euskera y gallego), en francés y en inglés.

## Resoluciones
La primera resolución del Observatorio de Igualdad se emitió en marzo de 2021. Fue referida al programa Gen Playz del Canal Playz, plataforma on line de RTVE.

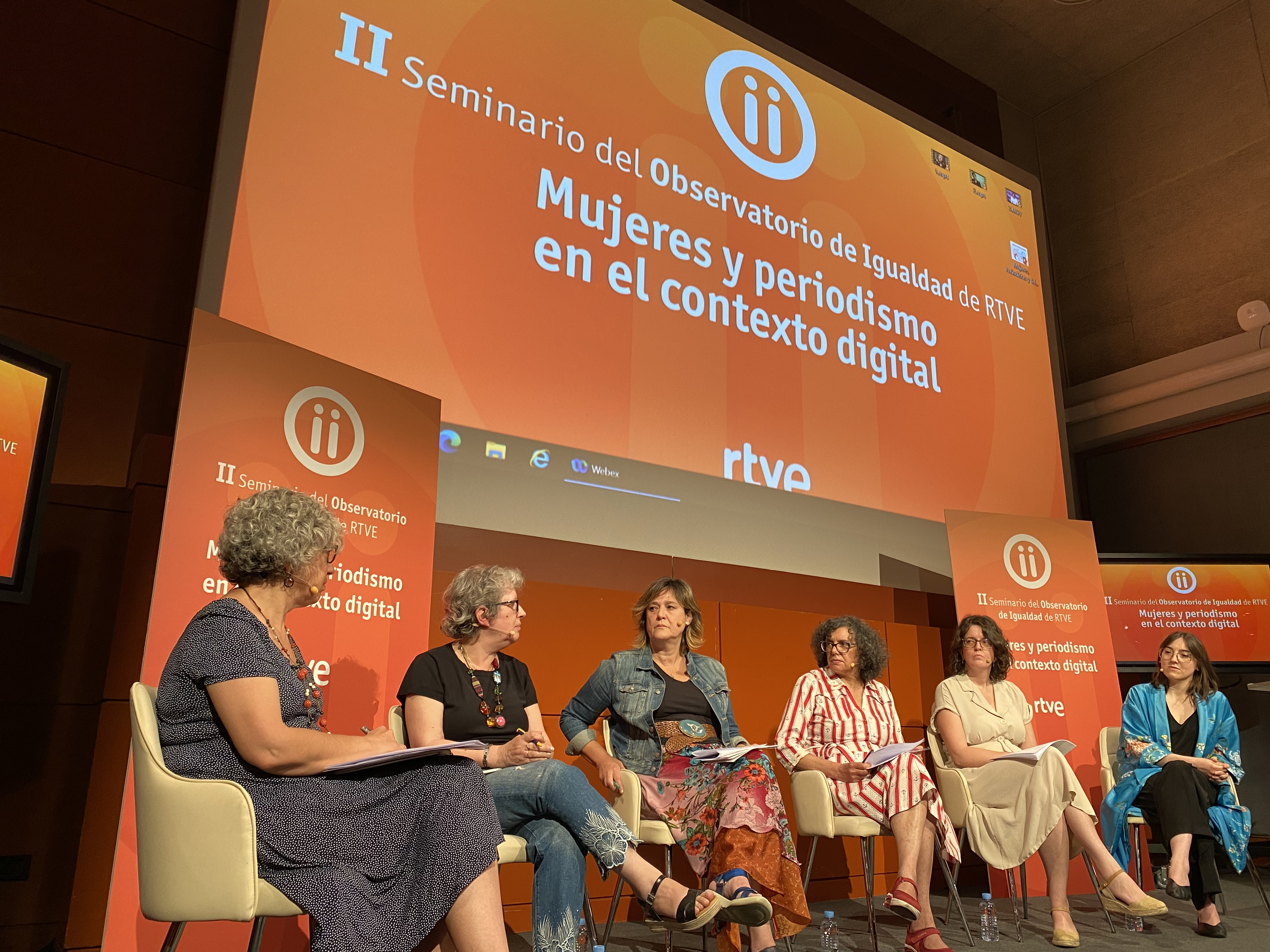
II Seminario del Observatorio de Igualdad

## Seminarios
En 2022 el Observatorio de Igualdad de RTVE ha convocado varios seminarios temáticos. El primero se centró en El papel de las mujeres en el mundo del cine y la televisión y el segundo en Mujeres y periodismo en el contexto digital con la participación de organizaciones de mujeres periodistas y redes profesionales.

## Presidentas del Observatorio de Igualdad
- Marisa Ciriza Coscolín (2018-2019)
- Elena Sánchez Caballero (2019-2020)
- Paloma Zamorano (2020-2021)[28]
- Concepción Cascajosa (2021-2024)[28]
- Mercedes de Pablos (2025 - actual)[5][29]

### Jefa de Unidad del Observatorio
- Beatriz Aparicio (2025-actual). Encargada de la gestión y actividad diaria del Observatorio.[6]  Previamente de 2022 a 2025 ocupó el puesto de Adjunta del Observatorio (2022 a 2025)[30]

## Editoras de igualdad
- Alicia Gómez Montano (2018-2020)
- Paloma Zamorano (2018-2024)
- Montserrat Boix (2022-2024)[31]

### Actuales:
- Carolina Pecharromán. Editora Servicios Informativos TVE (2020-actual)
- Lola Martínez Rojo. Editora de RNE (2025[32] - actual)

## Delegada de Igualdad, Diversidad e Inclusión
- Montserrat Boix[20](agosto 2022-febrero 2024)[31]
- Nekane Acha (marzo 2024-2025)